# Dioicodendron
Dioicodendron es un género monotípico de plantas con flores de la familia de las rubiáceas. Incluye una sola especie: Dioicodendron dioicum (K.Schum. & K.Krause) Steyerm. (1963). Se encuentra en Sudamérica

## Distribución
Se encuentra en Sudamérica donde se distribuye por Venezuela, Bolivia. Colombia, Ecuador y Perú.

## Taxonomía
Dioicodendron dioicum fue descrita por (K.Schum. & K.Krause) Julian Alfred Steyermark y publicado en Boletín de la Sociedad Venezolana de Ciencias Naturales 25(106): 24, en el año 1963.
Sinonimia
- Chimarrhis dioica K.Schum. & K.Krause	basónimo
- Chimarrhis venezuelensis Standl. & Steyerm.
- Dioicodendron cuatrecasasii Steyerm.[5]